# Johnstown (New York)
Johnstown je grad u američkoj saveznoj državi New York. Prema popisu stanovništva iz 2010. u njemu je živjelo 8.743 stanovnika.

## Poznate osobe
- Elizabeth Cady Stanton - američka feministica